# Kalayat
Kalayat là một thành phố và là nơi đặt ủy ban đô thị (municipal committee) của quận Kaithal thuộc bang Haryana, Ấn Độ.

## Nhân khẩu
Theo điều tra dân số năm 2001 của Ấn Độ, Kalayat có dân số 16.747 người. Phái nam chiếm 53% tổng số dân và phái nữ chiếm 47%. Kalayat có tỷ lệ 56% biết đọc biết viết, thấp hơn tỷ lệ trung bình toàn quốc là 59,5%: tỷ lệ cho phái nam là 65%, và tỷ lệ cho phái nữ là 47%. Tại Kalayat, 17% dân số nhỏ hơn 6 tuổi.